# Drsnokožka stříkaná
Drsnokožka stříkaná (Nyctixalus pictus) je drobná noční suchozemská stromová žába vyskytující se na jihovýchodě Asie v primárních i sekundárních tropických lesích. Žije v křovinách nebo ve spodních patrech stromů, kde den skrytě přečkává ve výšce okolo 3 m. Je poměrně tichá, jen v noci se slabým voláním ozývá samec lákající samici ke spáření.
Vědecké druhové jméno pictus pochází z latinského výrazu pro malovaný, barevný či pestrý a odkazuje na atraktivní zbarvení kůže živočicha. Tento druh byl původně řazen do rodu Nyctixalus, pak byl na pár desetiletí přeložen do rodu Theloderma a na rozhraní tisíciletí byl navrácen do rodu Nyctixalus.

## Ekologie
Je to druh, který od dosažení dospělosti potřebuje vodu jen pro vylíhnutí potomků, (pulců) a jejich metamorfózu v dospělce. Protože žije v deštných lesích s vlhkým klimatem, žába nemá potřebu smáčet si kůži ve vodě. Den tráví skrytá v listoví stromů, aktivní je pouze v noci.

## Rozšíření
Areál tohoto obojživelníka se rozkládá v jihovýchodní Asii, kde žije v jižním Thajsku, na Malajském poloostrově včetně Singapuru, na indonéském ostrově Sumatra i přilehlých Mentavajských ostrovech (hlavně na ostrově Siberut), v Bruneji i v malajské i indonéské části ostrova Borneo a na filipínském ostrově Palawan. Je sice rozšířena na velkém území, ale všude se vyskytuje jen řídce.
Žije v plochém území i v mírně kopcovitém terénu, obvykle nedaleko potoků, jezer i větších řek v nadmořské výšce od hladiny moře po 1500 m n. m. Obývá hlavně staré, původní lesy a řidčeji i lesy druhotné, které vyrostly po vymýcených.

## Popis
Žába je pestře zbarvená a rozdílně podle oblasti výskytu. Na svrchní straně může být jasně oranžová, hnědá nebo žlutavě hnědá a s mnoha bílými skvrnkami, na břichu je obvykle světlejší a může mít tmavě zelené skvrnky. Pro své základní zbarvení bývá domorodci nazývána „skořicová žába“. Bílé skvrny na nerovné kůží tvoří přerušovanou čáru počínající od okraje čenichu podél očí a dál po zádech a končetinách, skvrny jsou obvykle na malých hrbolcích (tuberkulech). Drsnou kůži porostlou mnoha hrbolky mají na čele, zádech, břichu i končetinách, hladkou jen na krku. Obě pohlaví jsou zbarvená obdobně, běžným pohledem se nedají rozlišit. Samice bývá o málo větší, průměrně je velká 33 mm a samec 31 mm.
Hlava je delší než širší, poměrně dlouhý čenich je tupě špičatý, zuby chybí, kraniální hřeben není vyvinut. Oči jsou středně velké a mají horní polovinu duhovky bílou, zatímco spodní je hnědá. Vnější ušní bubínek (tympánum) je dobře patrný, má asi dvoutřetinovou velikost oka. Na předních nohou má prsty čtyři a na zadních pět. Mezi dlouhými a štíhlými prsty jsou do poloviny plovací blány, jejich konce jsou rozšířené do kulatých nebo oválných plošek a na spodní straně mají malé přísavné polštářky.
Potrava drsnokožky stříkané je tvořená hlavně drobnými, suchozemskými, bezobratlými živočichy, po kterých pátrá pod příkrovem tmy.

## Reprodukce
Jako u mnoha tropických obojživelníků neexistuje ani u tohoto druhu přísně dodržované rozmnožovací období, může se rozmnožovat celoročně. V noci zve samec tlumeným voláním samici ke spáření. Samice nemívá hodně vajíček, obvykle 7 až 14. Oplodněná vajíčka vloží do pěnového hnízda, které přilepí na stěnu dutiny naplněné vodou a více se o ně samice ani samec nestarají. Vybírá si dutiny ve starých stromech, které obsahují v deštivém období vodu.
Pulci se asi za čtrnáct dnů z vajíček vylíhnou a spadnou do vody, kde se živí bakteriemi a řasami. Pulec má oválné, zploštělé tělo hnědé barvy, na spodní straně je světlejší. Oči má umístěné na hlavě a těsně za nimi je tělo nejširší. Po každé straně má tři žábrové průduchy. Ploutve jsou tmavé, světlejší ocas je delší než polovina těla a na konci je zaoblený. Přibližně za padesát dnů dokončí metamorfózu do stádia dospělce, postupně přijde o ocas a vyrostou mu nohy, ztratí žábry a vyvinou se mu plíce. Mladá žabka vyskáče na větev a do vody se již nevrací.

## Ohrožení
Tento lesní druh vykazuje omezenou ekologickou toleranci. Je ohrožován likvidaci lesů ve kterých žije, hlavně důsledkem těžby dřeva a potřebou rozšiřování zemědělské půdy, stejně jako znečišťováním krajiny výstavbou nových cest a osad. Její populační trend je klesající a pro trvale se zmenšující rozlohu obývaných lesů je drsnokožka stříkaná považována IUCN za téměř ohrožený druh (NT).